# Maximino Martínez y Martínez
Maximino Martínez y Martínez (San Miguel Regla, Hidalgo, 30 de maig de 1888 - 2 de juny de 1964) fou un botànic mexicà.

## Biografia
Als 3 anys va quedar orfe del seu pare, i fou criat per la seva mare a la ciutat de Pachuca. Va ser batxiller i també Maestro Normal, el 1913. I a la Universitat Nacional Autònoma de Mèxic es graduà com a llicenciat en ciències biològiques.
Va ser professor universitari a l'Escola Nacional d'Agricultura (avui Universitat Autònoma Chapingo); en el seu honor, el Pinetum d'aquesta institució porta el seu nom. Va estar a càrrec l'"Herbari Nacional de Mèxic" i la "Secció de Botànica del Museu d'Història Natural".
Va ser comissionat per la Secretaria Nacional d'Educació Pública per estudiar flores d'Europa, Xina i Japó.
El 1941, va cofundar la "Societat Botànica de Mèxic", de la qual va ser-ne president i, posteriorment secretari perpetu, a més de que va ser editor durant molts anys del seu Butlletí.

## Reconeixements

### Eponímia
L'espècie de pi endèmica del sud de la Sierra Madre Occidental (Durango i Zacatecas), que porta el nom científic binomial de Pinus maximartinezii Rzed. 1964 l'és en el seu honor.